# Gueorgui Dimitrov
|  | Per a altres significats, vegeu «Gueorgui Dimitrov (desambiguació)». |

Gueorgui Dimitrov Mikhàilov (en búlgar: Гео̀рги Димитро̀в Миха̀йлов), també conegut com a Gueorgi Mikhàilovitx Dimitrov (en rus: Гео́ргий Миха́йлович Димитро́в), (Kovatxevtsi, 18 de juny de 1882 – Barvikha, 2 de juliol de 1949) fou un polític comunista búlgar, Primer Ministre de Bulgària entre 1946 i 1949. Liderà la Internacional Comunista (Komintern), en època de Ióssif Stalin, entre 1934 i 1943.

## Biografia
Dimitrov va néixer el 18 de juny de 1882 a Kovatxevtsi, a l'actual província de Pernik. Va ser el més gran dels vuit fills d'una família de classe obrera de la Macedònia de Pirin. Sa mare era de Bansko i el pare de Razlog. La mare, Paraixkeva Dosseva, era de religió cristiana protestant, fet pel qual sovint es descriu a la seva família com a protestant. La família es va traslladar a Radomir i després a Sofia.
Dimitrov estudià per a ser compositor musical i esdevingué actiu en el moviment obrer de la capital búlgara. Es va unir al Partit Búlgar dels Treballadors Socialdemòcrates l'any 1902, i el 1903 va seguir Dimítar Blagòev i la seva ala per formar el Partit Socialdemòcrata del Treball de Bulgària, conegut com a Tesnyatsi (Tesni Socialisti, literalment «Socialistes Estrets»). Aquest partit va convertir-se en el Partit Comunista Búlgar el 1919, quan s'afilià al bolxevisme i la Comintern.
De 1904 a 1923, fou secretari de la Federació de Sindicats. L'any 1915, durant la Primera Guerra Mundial, va ser escollit al Parlament búlgar i es va oposar a l’aprovació d’un nou crèdit de guerra, i va ser empresonat fins al 1917.
El juny de 1923, quan el primer ministre Aleksandar Stamboliski va ser deposat per un cop d'estat, aliats comunistes de Stamboliyski, que eren reticents a intervenir, van organitzar un aixecament contra Aleksandar Tsankov. Dimitrov es va fer càrrec de les activitats revolucionàries, i va aconseguir resistir la repressió durant una setmana sencera. Ell i d'altres líders fugiren a Iugoslàvia mentre eren sentenciats a pena de mort in absentia. Sota diversos pseudònims, va viure a la Unió Soviètica fins al 1929, quan es va traslladar a Alemanya, on es va encarregar de la secció central europea de la Internacional Comunista.

### Judici de Leipzig i lideratge de la Comintern
L'any 1933 fou arrestat a Berlín per la seva presumpta complicitat en l'incendi del Reichstag. Durant el judici, a Leipzig, la conducta tranquil·la de l’autodefensa de Dimitrov i les acusacions que va dirigir als seus fiscals van atorgar-li fama mundial. Va haver d’autodefensar-se perquè el tribunal no li va permetre l'assistència de cap dels advocats designats. Al judici va repassar la seva vida per explicar el perquè de les seves conviccions, va enumerar totes les ocasions en què falsament s'havia acusat històricament els comunistes d'accions terroristes, i va argumentar des d'una anàlisi política que al Partit Comunista d'Alemanya no li convenia un fet com l'incendi del Reichstag.
Durant el procés de Leipzig, diversos aviadors alemanys van ser arrestats quan estaven entrenant en secret a la Unió Soviètica. Van ser posats en llibertat quan, després de negociacions secretes, es va permetre a canvi la sortida cap a la Unió Soviètica de comunistes búlgars jutjats a Leipzig, com ara Dimitrov, Vasili Tanev o Blagoi Popov. Un cop allà, Dimitrov va rebre la nacionalitat soviètica. La gran popularitat de que gaudia va permetre que esdevingués un important actiu dins del govern de Stalin. Així, fou nomenat secretari general de la Internacional Comunista l'any 1934, romanent en el càrrec fins a la dissolució de l'organització l'any 1943.
L'any 1935, al 7è Congrés de la Comintern, Dimitrov va parlar en nom de Stalin per a defensar l'estratègia de Front Popular, destinada a consolidar la ideologia soviètica dins de la lluita antifeixista, una estratègia implementada més tard durant la Guerra Civil Espanyola.

### Líder de Bulgària

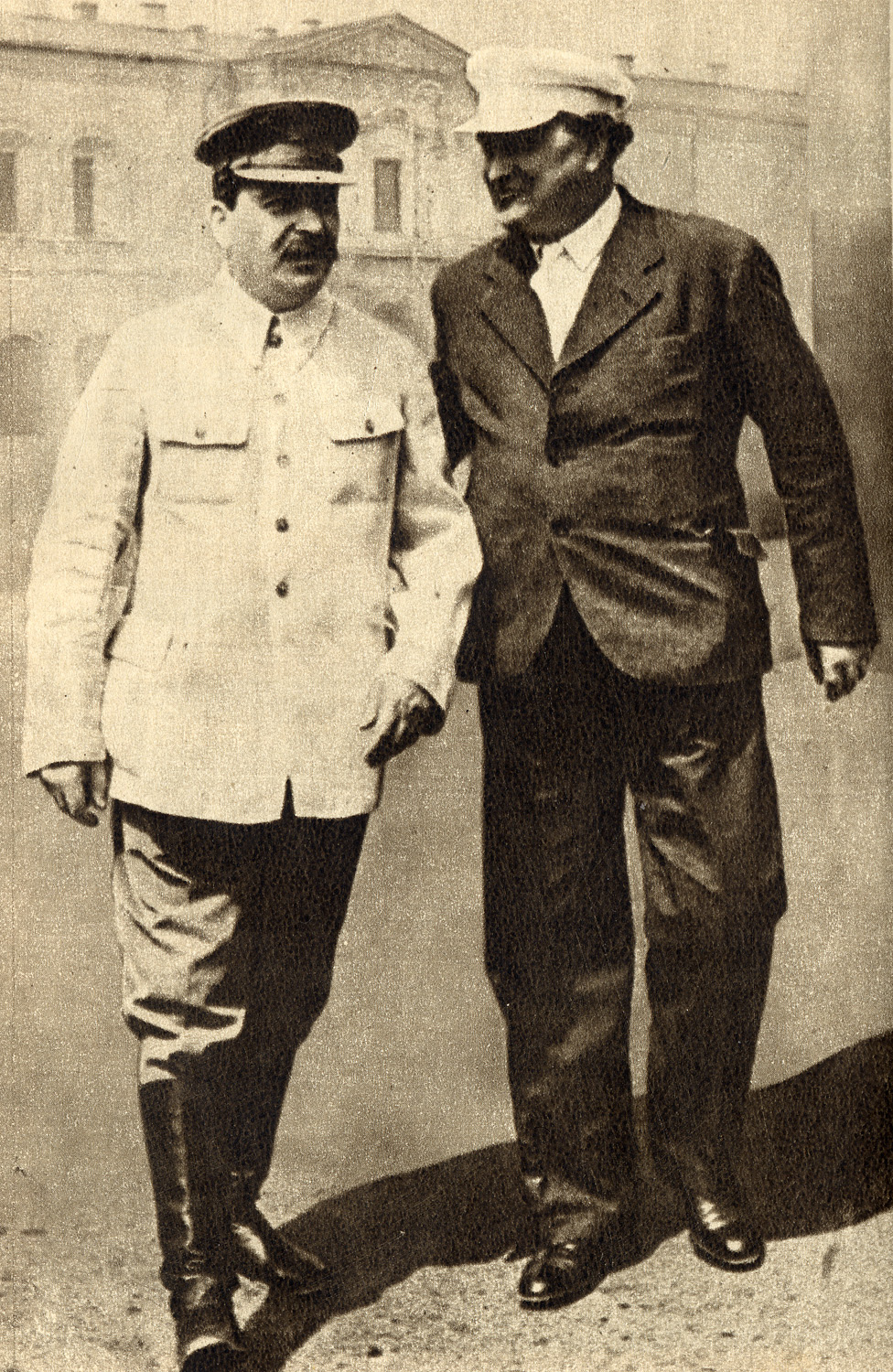
Ióssif Stalin i Georgui Dimitrov a Moscou el 1936

El 1944 Dimitrov va tornar a Bulgària després de 22 anys a l'exili i es va convertir en líder del partit comunista. Després de l'establiment d'un règim comunista arran de les eleccions legislatives búlgares de 1946, Dimitrov succeí Kimon Gueorguiev com a Primer Ministre de Bulgària, mentre mantenia la seva doble nacionalitat búlgara i soviètica.
Dimitrov va començar a negociar amb Josip Broz Tito per la creació d'una federació d'eslaus del sud, que havia estat debatuda entre dirigents comunistes búlgars i iugoslaus des de novembre 1944. El projecte es basava en la idea que Iugoslàvia i Bulgària eren els dos únics països d'eslaus del sud, separats de la resta del món eslau. La proposta finalment va donar lloc a l'acord de Bled (1947), signat per Dimitrov i Tito, que advocava per eliminar les barreres frontereres per a viatges, l'organització d'una futura unió duanera, i el perdó unilateral de Iugoslàvia de les reparacions de guerra búlgares. L'avantprojecte de la federació incloïa la incorporació de la província de Blagòevgrad a la República Socialista de Macedònia i el retorn de la Perifèria oriental de Sèrbia a Bulgària. En previsió d'això, Bulgària va acceptar professors iugoslaus per començar a ensenyar la recentment codificada llengua macedònica a les escoles de Macedònia de Pirin i va emetre l'ordre que els búlgars de la província de Blagòevgrad reclamessin com a pròpia la identitat macedònica.
No obstant això, aviat van sorgir diferències entre Tito i Dimitrov per la qüestió macedònica, i també sobre el futur de l’aliança. Mentre que Dimitrov preveia un estat en el que Iugoslàvia i Bulgària es col·locarien en peu d'igualtat i Macedònia quedaria més o menys aferrada a Bulgària, Tito veia Bulgària com la setena república d'una Iugoslàvia ampliada i ben governada des de Belgrad. Les diferències també es van estendre al caràcter nacional dels macedonis: mentre que Dimitrov els considerava una branca de la búlgara, Tito els considerava com una nació independent, que no tenia res a veure amb els búlgars. Així doncs, la tolerància inicial per la macedonització de la Macedònia de Pirin evolucionà cap a una situació d'alarma.
El gener de 1948, els plans de Tito i Dimitrov esdevingueren un obstacle a les aspiracions de Stalin per tenir un control total sobre el nou Bloc de l'Est. Stalin va convidar Tito i Dimitrov a Moscou en relació al recent acostament entre els dos països. Dimitrov va acceptar la invitació, però Tito es va negar i va enviar en el seu lloc a Edvard Kardelj, un seu estret col·laborador. La ruptura entre Stalin i Tito l'any 1948 va donar peu al govern búlgar a denunciar com a expansionista la política iugoslava a Macedònia, així com de revisar la seva política sobre la qüestió macedònica. Les idees d'una Federació Balcànica i una Macedònia Unida van quedar descartades, els mestres macedonis expulsats i l'ensenyament del macedònic a tota la província suspès. Tot i la ruptura, Iugoslàvia no va revertir la seva posició de renúncia a les reparacions de guerra búlgares, tal com defineix l'acord de Bled de 1947.

El 1906, Dimitrov es va casar amb la seva primera esposa, Ljubica Ivosevic, una escriptora socialista d'origen serbi, amb qui va viure fins a la seva mort l'any 1933. Durant la seva estada a la Unió Soviètica, Dimitrov es va casar amb la seva segona esposa, la txeca Roza Yulievna, amb qui va tenir el seu únic fill, Mitya, l'any 1936. El noi va morir als set anys de diftèria. Mentre Mitya era viu, Dimitrov va adoptar Fani, una filla del secretari general del Partit Comunista Xinès.

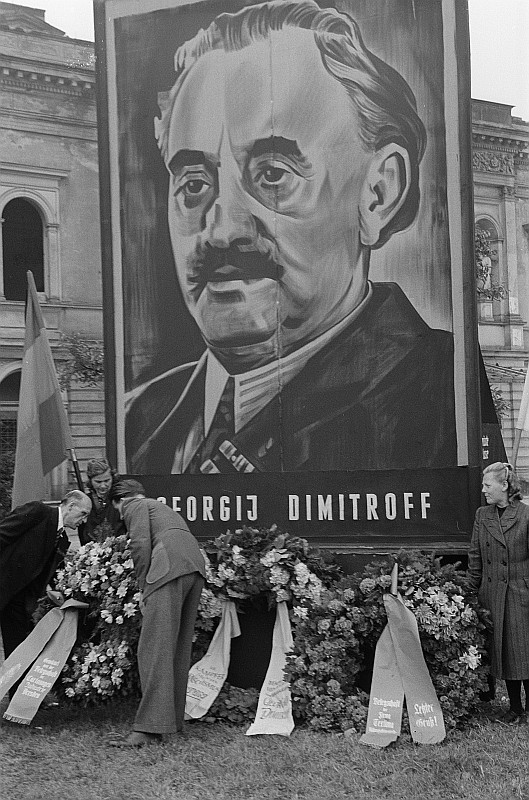
Corones de flors a Dresden prop del retrat de Dimitrov, 1949

Dimitrov va morir el 2 de juliol de 1949 al sanatori de Barvikha, prop de Moscou. Les creixents especulacions que havia estat enverinat mai no es van arribar a confirmar, tot i que la seva salut semblava deteriorar-se ràpidament. Els partidaris de la teoria de l'enverinament defensen que a Stalin no li agradava la idea de Dimitrov d'una federació balcànica, ni la seva proximitat amb Tito. Un estat format per Iugoslàvia i Bulgària seria massa gran i independent per poder ser controlat des de Moscou.
Els opositors afirmen que Dimitrov era el gosset de companyia més lleial de Stalin i que aquest no tenia veritables raons per matar-lo. Tot i així, Stalin mai va perdonar la suposada traïció de Dimitrov. No obstant això, els judicis i les execucions anti-iugoslaves, pròpiament anti-titistes, de líders comunistes orquestrades per Stalin als països del Bloc de l'Est l'any 1949 van fer poc per calmar aquestes sospites.
El cos de Dimitrov va ser embalsamat i exhibit al Mausoleu de Gueorgui Dimitrov a Sofia. Després de la caiguda del mur de Berlin i el subsegüent desmantellament de la Unió Soviètica, el seu cos va ser enterrat l'any 1990 al cementiri central de Sofia i el seu mausoleu enderrocat l'any 1999.

## Llegat
Després del terratrèmol de Skopje de 1963, Bulgària es va unir als esforços internacionals de reconstrucció mitjançant la donació de fons per a la construcció d'una escola secundària, que es va inaugurar el 1964. Per honorar el primer president post-Segona Guerra Mundial del país donant, l'escola va rebre el nom de Gueorgui Dimitrov, un nom que encara es manté avui.
Una enorme estàtua pintada de Dimitrov sobreviu al centre de la Place Bulgarie de Cotonou (Benín), dues dècades després que el país abandonés el marxisme-leninisme. En contraposició, l'estàtua colossal de Lenin sí que es va eliminar de la Place Lenine. Pocs beninesos són conscients de la història de l'estàtua o del que representa.
També hi ha una important avinguda (#114) que porta el seu nom a Phnom Penh (Cambodja). L'avinguda principal del barri de Nuevo Holguín, que va ser construït durant els anys 1970 i 1980 a la ciutat d'Holguín (Cuba) porta el seu nom.
Durant l'època socialista, una fàbrica important de productes químics a Bratislava (Txecoslovàquia) rebia, en el seu honor, el nom de Chemické závody Juraja Dimitrova (col·loquialment, Dimitrovka). Després de la Revolució de Vellut va passar a anomenar-se Istrochem.